# Anomalepididae
Famille
Synonymes
- Anomalepidae Taylor, 1939

Les Anomalepididae sont une famille de serpents. Le nom de cette famille est fréquemment écrit Anomalepidae alors que la règle de construction des noms basés sur "lepis"" impose Anomalepididae.

## Répartition
Les espèces de cette famille se rencontre en Amérique du Sud et en Amérique centrale.

## Description
Ce sont des serpents non venimeux.
Ils atteignent au plus une trentaine de centimètres, avec une queue courte et une tête peu marquée. Ce sont des fouisseurs dont les yeux sont quasiment atrophiés. Ils sont ovipares, et plusieurs espèces sont capables de conserver les œufs dans le corps jusqu'à ce que le développement de l'embryon soit bien avancé.

## Liste des genres
Selon The Reptile Database (27 juil. 2011) :
- Anomalepis Jan, 1860
- Helminthophis Peters, 1860
- Liotyphlops Peters, 1881
- Typhlophis Fitzinger, 1843

## Publication originale
- Taylor, 1939 : Two new species of the genus Anomalepis Jan, with a proposal of a new family of snakes. Proceedings of the New England Zoological Club, Boston, vol. 17, p. 87-96.